# 乔乌湖
乔乌湖（英語：Lake Chew Bahir，轉寫：č̣ew bāhir，意譯「鹹湖」）是埃塞俄比亞南部的湖泊，位於奧羅米亞州和南方各族州的邊界。乔乌湖的流域與圖爾卡納湖的流域分隔，在湖水足夠時湖面伸展至肯亞北部，長度64公里（40英哩），闊度24公里（15英哩），湖水從北面由韋托河和其支流薩甘河注入。